# First Step
Albums de Faces
Long Player
(1971)
First Step est le premier album du groupe de rock anglais The Faces, sorti en mars 1970.
Le premier pressage de l'album porte le titre The First Step. Aux États-Unis, il est crédité à sa sortie aux Small Faces, l'ancien groupe de trois des cinq membres des Faces.

## Titres
| 1. | Wicked Messenger       | Bob Dylan                | 4:05 |
| 2. | Devotion               | Ronnie Lane              | 4:54 |
| 3. | Shake, Shudder, Shiver | Ronnie Lane, Ronnie Wood | 3:14 |
| 4. | Stone                  | Ronnie Lane              | 5:38 |
| 5. | Around the Plynth      | Rod Stewart              | 5:56 |

| 6.  | Flying                    | Ronnie Lane, Rod Stewart, Ronnie Wood | 4:15 |
| 7.  | Pineapple and the Monkey  | Ronnie Wood                           | 4:23 |
| 8.  | Nobody Knows              | Ronnie Lane, Ronnie Wood              | 4:05 |
| 9.  | Looking Out the Window    | Kenney Jones, Ian McLagan             | 4:59 |
| 10. | Three Button Hand Me Down | Ian McLagan, Rod Stewart              | 5:44 |

## Musiciens
- Rod Stewart : chant, chœurs, harmonica, banjo sur Stone
- Ronnie Lane : basse, guitare rythmique, guitare acoustique, chœurs, chant sur Stone, partage le chant sur Devotion, Shake, Shudder, Shiver et Nobody Knows
- Ronnie Wood : guitare solo, guitare rythmique, guitare acoustique, basse additionnelle sur Three Button Hand Me Down, chœurs
- Ian McLagan : piano, piano électrique Wurlitzer, orgue Hammond, chœurs
- Kenney Jones : batterie, percussions